# Margaret Stuart (comtesse d'Angus)
Pour les articles homonymes, voir Margaret Stuart.
Margaret Stuart  (morte avant le 23 mars 1418), noble écossaise de la maison Stuart qui fut  comtesse héritière d'Angus de suo jure (1361-1389) et de Mar (1361-1374/1377) à la suite de son mariage.

## Origine
Margaret est la fille ainée et héritière de Thomas Stuart 2e comte d'Angus († 1361). Elle devient comtesse d'Angus de suo jure à sa mort et épouse à cette époque Thomas de Mar († 1377) comte de Mar dont elle n'a pas d'enfant et se sépare de facto. Margaret entretient ensuite une relation extra conjugale et adultérine avec William Douglas († 1384) le nouveau comte de Mar et époux de  sa belle-sœur Margaret de Mar dont elle a vers 1378/1380 un enfant Georges Douglas.
Elle réside au château de Tantallon avec son fils depuis 1379 et résiste à la tentative de Robert Stuart comte de Fife de s'en emparer en 1388 à la mort de James Douglas († 1388). Le 9 avril 1389, après négociations avec le Gardien de l'Écosse, elle conclut un accord avec le roi Robert II d'Écosse afin qu'il accepte qu'elle résigne le comté d'Angus en faveur de ce fils . Margaret organise ensuite avec le nouveau roi Robert III le 24 mai 1397 à Édimbourg, le mariage de son fils Georges curieusement présenté comme « le fils de l'oncle de Lord Sandilands de Calder » avec une princesse royale seconde fille du souverain Marie Stuart .

## Source
- (en) Stephen Boardman The early Stewart Kings. Robert II and Robert III 1371-1406. John Donald, (Édimbourg 2007)  (ISBN 9781904607687).